# Hermann von Schmeidel

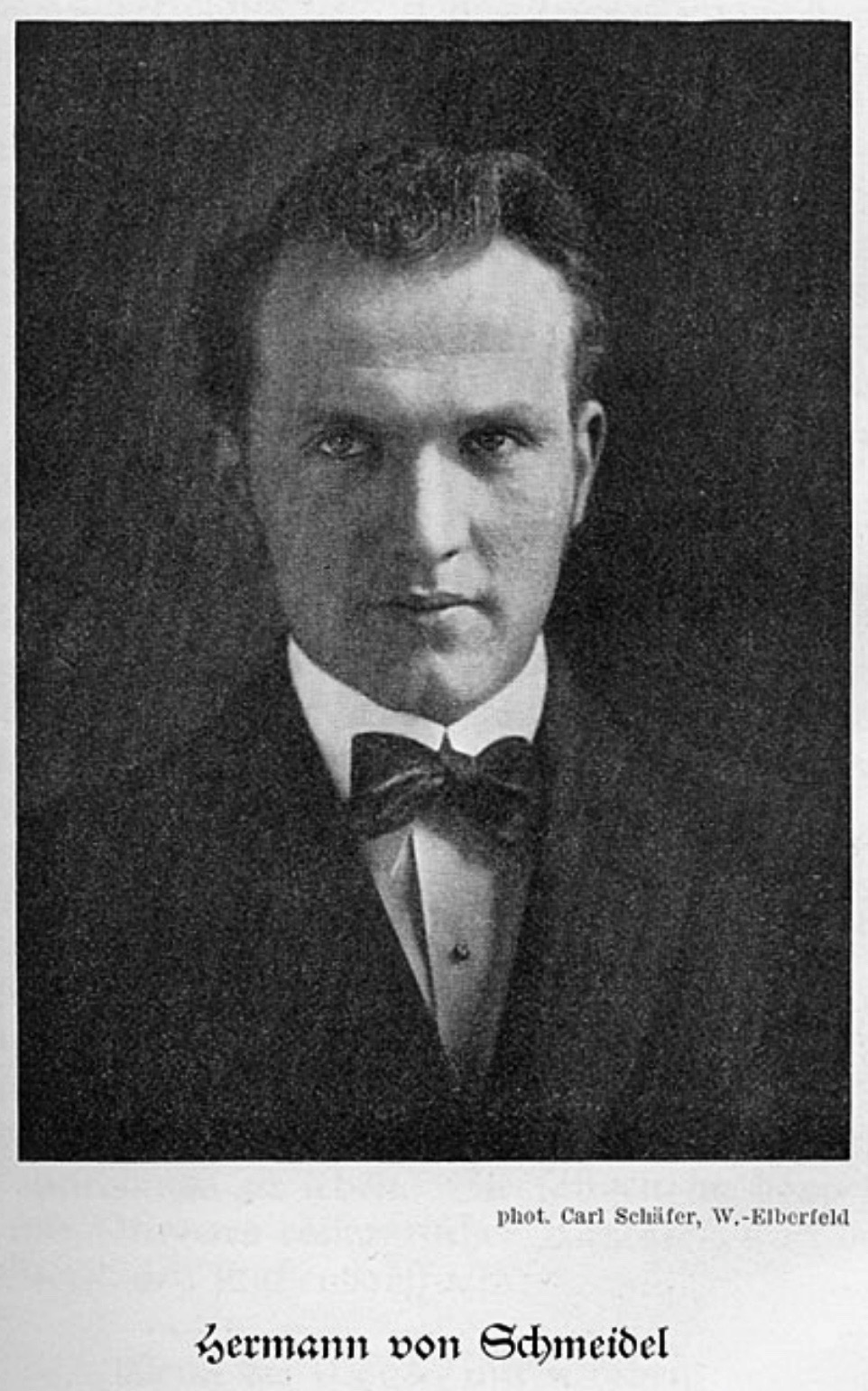
Hermann von Schmeidel auf einer Künstlerpostkarte aus Elberfeld um 1922

Hermann von Schmeidel (* 20. Juni 1894 in Graz; † 10. Oktober 1953 ebenda; geboren als Hermann Friedrich Ritter von Schmeidel) war ein österreichischer Musikpädagoge, NS-Musikfunktionär, Komponist und Dirigent.

## Familie
Hermann von Schmeidel wurde als Sohn des Landesgerichtsrates Viktor von Schmeidel (1856–1920) geboren, der zwischen 1893 und 1920 Bundesobmann des Steirischen Sängerbundes war. Dieser ließ seinen Sohn an der Schule des Musikvereins für Steiermark und danach an der Wiener Staatsakademie (Akademie der Tonkunst) und der Universität Graz ausbilden. Hermann von Schmeidel war ein Schüler – und später Assistent – von Franz Schalk.
Am 6. Juli 1919 heiratete er in Weidling die aus Wien stammende Konzert- und Opernsängerin Gabriele „Jella“ Braun von Fernwald (1894–1965). Beide bekamen 1920 eine Tochter, Christiane (1920–2012). 1924 trennte sich das Ehepaar und die Ehe wurde mit Beschluss vom 20. September 1924 geschieden. Danach folgte eine weitere Ehe, aus der Sohn Rüdiger stammt. Aus der 1949 geschlossenen Ehe mit Eleonora von Arbesser-Rastburg, stammt die Tochter Elisabeth „Bettina“ Schmeidel (1945–2012).

## Künstlerische Entwicklung

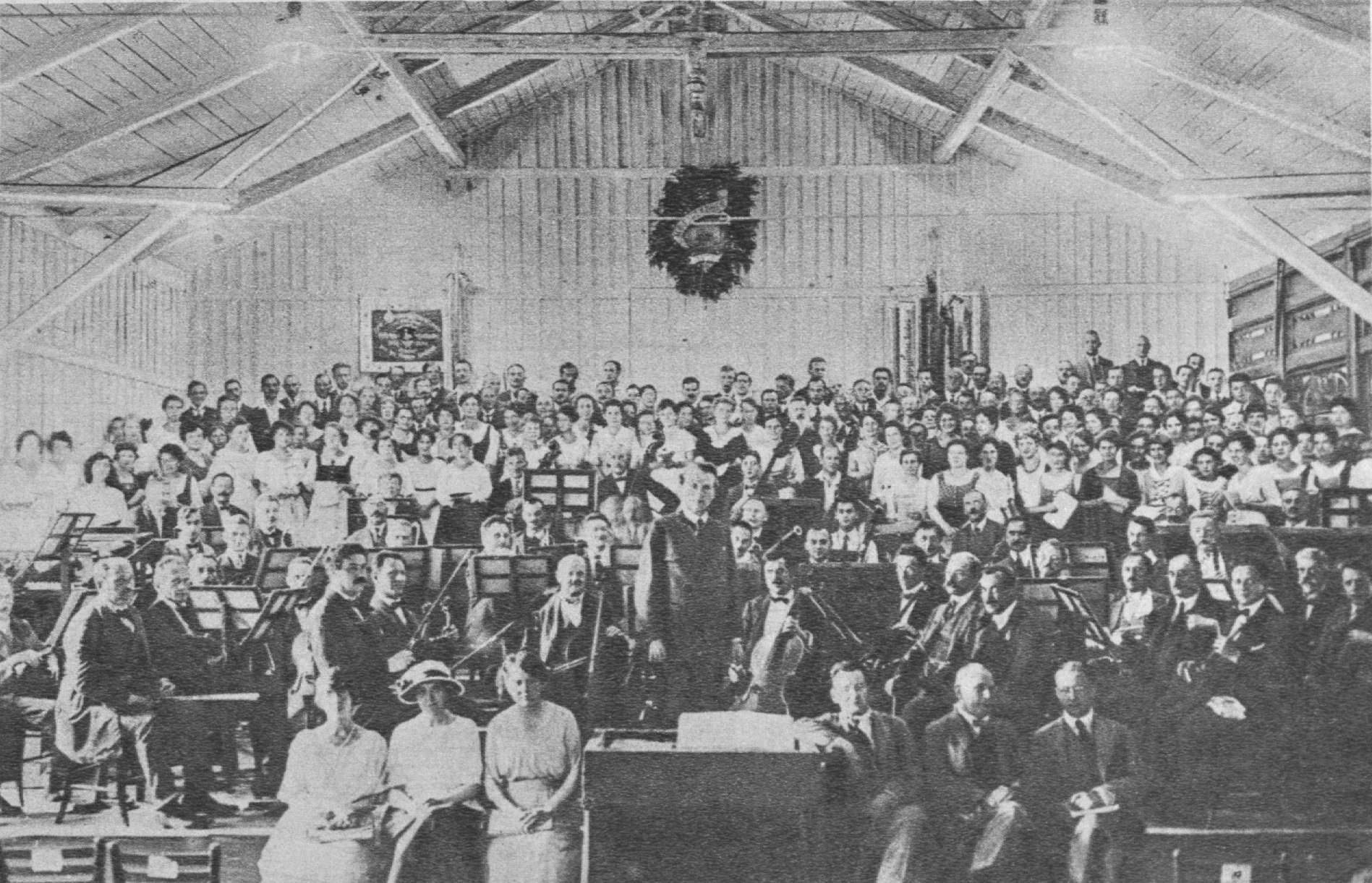
Schmeidel leitet die Generalprobe eines Konzerts der Wiener Philharmoniker und des Leobener Chors während der Obersteierischen Musikwoche in Leoben im Sommer 1921.

Zwischen 1912 und 1915 lehrte Schmeidel an der Musikschule Duesberg in Wien, die von dem Violinisten August Duesberg (1867–1922) Ende der 1890er Jahre gegründet worden war. Für dessen Tochter Nora Duesberg (1895–1982), mit der er auch später gemeinsam in Konzerten auftrat, schuf er eine Bearbeitung von Schuberts Wiegenlied (D 498) für Violine und Orchester.
1915 gründete er den Wiener Frauenchor, dirigierte den Singverein der Gesellschaft der Musikfreunde in Wien und das Tonkünstlerorchester.
In der Saison 1920/21 wurde er Chormeister beim Wiener Schubertbund und leitete den Chor auch zusammen mit dem Orchester des Wiener-Konzertvereins bei Konzerten im Wiener Konzerthaus.
Danach wurde er 1921 zum ständigen Leiter der Elberfelder Konzert-Gesellschaft nach Elberfeld (heute Teil von Wuppertal) berufen und arbeitete auch in Düsseldorf mit dem Düsseldorfer Männergesangsverein, in Frankfurt a.M. mit dem Dessoffschen Frauenchor (siehe Margarete Dessoff) und war im gesamten Rheinland tätig.
Von 1925 bis 1933 leitete er die Orchesterschule und die Dirigentenklasse am Dr. Hoch’s Konservatorium in Frankfurt am Main.
Ab Herbst 1927 übernahm Schmeidel, der bereits seit 1926 auch dem Prager Deutschen Singverein vorstand, als Nachfolger Zemlinskys auch die Leitung des Prager deutschen Männergesangvereines. Außerdem wurde er zum Leiter der Orchesterklasse an der Prager deutschen Musikakademie bestellt.
Zwischen 1930 und 1933 wirkte er zudem als Chordirigent der Mainzer Liedertafel in Mainz.
Nach der Machtabtretung an die Nationalsozialisten am 30. Jänner 1933 wurde Schmeidel am Hoch’schen Konservatorium als „Ausländer“ sofort gekündigt, ebenso seine jüdische Sekretärin Toni Oberländer wegen „Schlepperdiensten artfremder Rassen ans Konservatorium“. Wenige Monate später ging Schmeidel nach Österreich zurück: „Im Juni 1933 zu Verhandlungen nach Wien gerufen, arbeitete Schmeidel Vorschläge zu einer Neuorganisation des österreichischen und besonders des steirischen Musiklebens aus, die nun zu seiner Rückberufung nach Österreich geführt haben.“ In Graz leitete Schmeidel zwischen 1933 und 1938 den Musikverein für Steiermark sowie das Konservatorium und gründete einen Bach-Chor.
Sehr schnell führte Schmeidel auch die sogenannten „offenen Singstunden“ ein. Bereits 1934 berichtet die Zeitschrift Das deutsche Volkslied: „Offene Singstunden am Grazer Konservatorium. Einer Mitteilung aus Graz zufolge, hat sich die Leitung des Grazer Konservatoriums entschlossen, offene Singstunden für die Bevölkerung zu veranstalten. An der Spitze dieser Anstalt steht der uns gut bekannt Volksliedfreund Hermann R.v. Schmeidel, ein Sohn des früheren Obmannes des Steirischen Sängerbundes,…“ Schmeidel organisierte die „offenen Singstunden“ zusammen mit Fritz Kelbetz (1908–1945), dem Bruder von Ludwig Kelbetz: „Offene Singstunde für Akademiker. Morgen, Mittwoch, 19.30 Uhr, veranstaltet das Kultur-Bildungsinstitut der steirischen Hochschulen in Zusammenarbeit mit dem Steierm. Musikverein auf der Universität (Hörsaal 21) eine ‚offene Singstunde für Akademiker‘. Die Leitung hat Fritz Kelbetz, Lehrer am Konservatorium in Graz. Als Einleitung wird der Direktor des Steierm. Musikvereins Prof. Schmeidel einen kurzen Vortrag über Wesen und Bedeutung der ‚Offenen Singstunden‘ halten. Die Musik wird vom akademischen Orchester zur Verfügung gestellt. Eintritt frei.“ Diese „offenen Singstunden“ dienten vor 1938 vor allem als Treffpunkt von illegalen Nationalsozialisten.
Die unter Schmeidel neu eingestellten Lehrkräfte waren durchwegs auf NS-Parteilinie. So sollte das Konservatorium „zu einem nationalsozialistischen Kulturzentrum für die Alpenländer aufgebaut werden“. Zwischen 1935 und 1938 fungierte Schmeidel zudem auch als Landesmusikdirektor von Steiermark und erarbeitete zusammen mit Ludwig Kelbetz (NSDAP-Mitglied seit 1936) Pläne für ein Steirisches Musikschulwerk, die nach dem März 1938 unter nationalsozialistischem Regime realisiert wurden.
1935 fungierte Schmeidel für kurze Zeit als Berater der türkischen Regierung. Bei der vereinzelt in Publikationen und Lexika aufgestellten Behauptung, Schmeidel sei, ähnlich wie Paul Hindemith, wegen der Machtergreifung durch die Nationalsozialisten in Österreich nach Ankara emigriert, handelt es sich um eine Fehlinformation. Das türkische Engagement Schmeidels lag weit vor 1938, umfasste einige Wochen Aufenthalt in Ankara und bezog sich auf Beratung der Regierung sowie Konzerte mit dem türkischen staatlichen Orchester. „Vor und dann noch eine Zeit lang neben Hindemith war ab 1935 der österreichische Dirigent Hermann Ritter von Schmeidel als Leiter von Konzerten und als Berater tätig.“ Im Würdigungsartikel anlässlich des 50. Geburtstages von Schmeidel im Völkischen Beobachter, dem Zentralorgan der Nationalsozialisten, im Juni 1944 findet sich kein Hinweis auf ein türkisches Engagement. Hervorgehoben wird darin Schmeidels organisatorisches Geschick als Leiter des Grazer Konservatoriums und seine Rolle im Musikverein für Steiermark: „Als künstlerischer Direktor des Musikvereins für Steiermark aber wurde er zum Vermittler des Musikgutes des Deutschen Reiches und der ihm befreundeten Nachbarländer im Austausch hervorragender Solisten.“
Im Januar 1938 dirigierte Schmeidel ein Konzert anlässlich der Einweihung der neuen Sendeanlage in Graz-St. Peter. Das Konzert wurde live im Rundfunk übertragen. 1939, ein Jahr nach dem sogenannten „Anschluss“ Österreichs, übernahm Schmeidel die Leitung der neu gegründeten städtischen Chorgemeinschaft in Graz. Im Juni 1939 wurde der Musikverein für Steiermark umstrukturiert: „Neben das Präsidium tritt Pg. Prof. Hermann von Schmeidel als künstlerischer Leiter und Pg. Dr. Fritz Gernot als Geschäftsführer.“ Fritz Gernot leitete von 1934 bis 1938 die Grazer Urania und band diese „eng in das Netz nationalsozialistischer Institutionen ein“. Zudem bildeten Musikverein und die NS-Organisation Kraft durch Freude eine Arbeitsgemeinschaft. Damit stellte sich Schmeidel ganz in den Dienst der Kulturpolitik der NSDAP: „War die Mitgliedschaft beim Musikverein bis dahin nur auf Erreichung des spezifischen musikalisch-bildenden oder gesellig-unterhaltenden Zweckes ausgerichtet, so sollte die Organisation ihre Nutznießer nun auch einer totalen Überordnung, einem kulturideologischen Konzept dienstbar machen.“ Zwischen 1939 und 1944 dirigierte Schmeidel regelmäßig in Graz, Salzburg und Kärnten aber auch in Budapest oder in Zagreb (veraltet: Agram), der Hauptstadt des nach dem Einmarsch der Deutschen 1941 geschaffenen kroatischen Vasallenstaates. In der Statistik des Musikvereins für Steiermark sind für die Jahre 1939–1945 insgesamt 29 Auftritte verzeichnet.
Nach dem Ende des Zweiten Weltkrieges übernahm Schmeidel schnell wieder leitende Positionen im Musikleben wie die Dirigentenklasse der Akademie für Musik in Salzburg. Zwischen 1946 und 1948 wirkte er als Chormeister der Salzburger Liedertafel und wurde als Hochschullehrer an das Mozarteum in Salzburg berufen. Ab 1951 wirkte er im Rahmen des Fulbright-Programms am College of Music der Boston University in Boston, Massachusetts, in den Vereinigten Staaten.
Hermann von Schmeidel verstarb 59-jährig in Graz.

## Politische Einstellung und Betätigung
Trotz zahlreicher Brüche, Widersprüche und Ungereimtheiten in der Biografie, ist die politische Einstellung Schmeidels im Sinne einer nationalsozialistischen Ausrichtung unzweifelhaft. So wird er in einem ministeriellen Schreiben vom März 1938 als Nachfolger für die Leitung des Mozarteums ins Spiel gebracht und als „Pg“, also als Parteigenosse und somit Mitglied der NSDAP tituliert. Auch in dem Bericht über die Umstrukturierung des Musikvereins für Steiermark 1939 wird Schmeidel im Völkischen Beobachter, dem publizistischen Parteiorgan der NSDAP, mit dem Zusatz „Pg“ (Parteigenosse) versehen. Der Umbau des Grazer Konservatoriums unter Schmeidels Leitung zu einem „nationalsozialistischem Kulturzentrum“, weit vor der Machtergreifung der Nationalsozialisten in Österreich, ist ebenfalls belegt, sowohl durch eine gezielte Besetzung mit nationalsozialistisch eingestellten Lehrkräften, als auch in Form der sogenannten „offenen Singstunden“ als Treffpunkt illegaler Nationalsozialisten. Im Januar 1940 trat Schmeidel anlässlich des Jahresappells der Reichsmusikkammer im Reichsgau Steiermark auf und leitete ein Konzert mit der städtischen Chorgemeinschaft im Grazer Stephaniensaal. Bereits vor Machtergreifung der Nationalsozialisten in Österreich förderte Schmeidel auch die Verbreitung von nationalsozialistischem Liedgut, so in einem von ihm geleiteten Weihnachtskonzert am 19. Dezember 1936 in Radkersburg. Im März 1937 zeichnete er für ein sogenanntes Schulungslager unter Teilnahme von damals in Österreich noch illegalen nationalsozialistischen Organisationen wie Hitlerjugend (HJ), Bund Deutscher Mädel (BdM) und NS-Studentenbund verantwortlich.

## Veröffentlichungen
- Beitrag in: Obersteirische Musikwoche Leoben 28. Juni – 3. Juli 1921. Festschrift. o. Verl., o. O. 1921.
- Ein Chor ersteht. Kistner & Siegel, Leipzig 1940.
- Anteil der Steiermark an der deutschen Mystik. In: Das Joanneum – Beiträge zur Naturkunde, Geschichte, Kunst und Wirtschaft des Ostalpenraumes. Bd. 3: Musik im Ostalpenraum. Steirische Verlagsanstalt, Graz 1940.
- Unsere Kulturkrise. In: Europa. Monatszeitschrift. Jg. IV, Salzburg 1950, S. 20–25.

## Bekannte Schüler (Auswahl)
- Albert Jenny (1912–1992), Komponist, Kirchenmusiker, Chorleiter, Dirigent und Musikpädagoge
- Albert Jung
- Erich Schmid (1907–2000), Dirigent und Komponist, ab 1927 in Frankfurt am Main[58][59]
- Milton F. Weber (1910–1968), amerikanischer Geiger, Dirigent und Musikpädagoge österreichischer Herkunft
- Erich Markaritzer

## Ehrungen und Auszeichnungen
- 1934: Verleihung des Berufstitels „Professor“[60]